# Horé
Horé är en ort i Burkina Faso.   Den ligger i provinsen Province du Bam och regionen Centre-Nord, i den centrala delen av landet, 100 km norr om huvudstaden Ouagadougou. Horé ligger 336 meter över havet och antalet invånare är 2 415.
Terrängen runt Horé är platt, och sluttar söderut. Närmaste större samhälle är Kongoussi, 16,4 km öster om Horé.
Trakten runt Horé består i huvudsak av gräsmarker. Runt Horé är det ganska tätbefolkat, med 134 invånare per kvadratkilometer.